# Histoire du Kenozerié

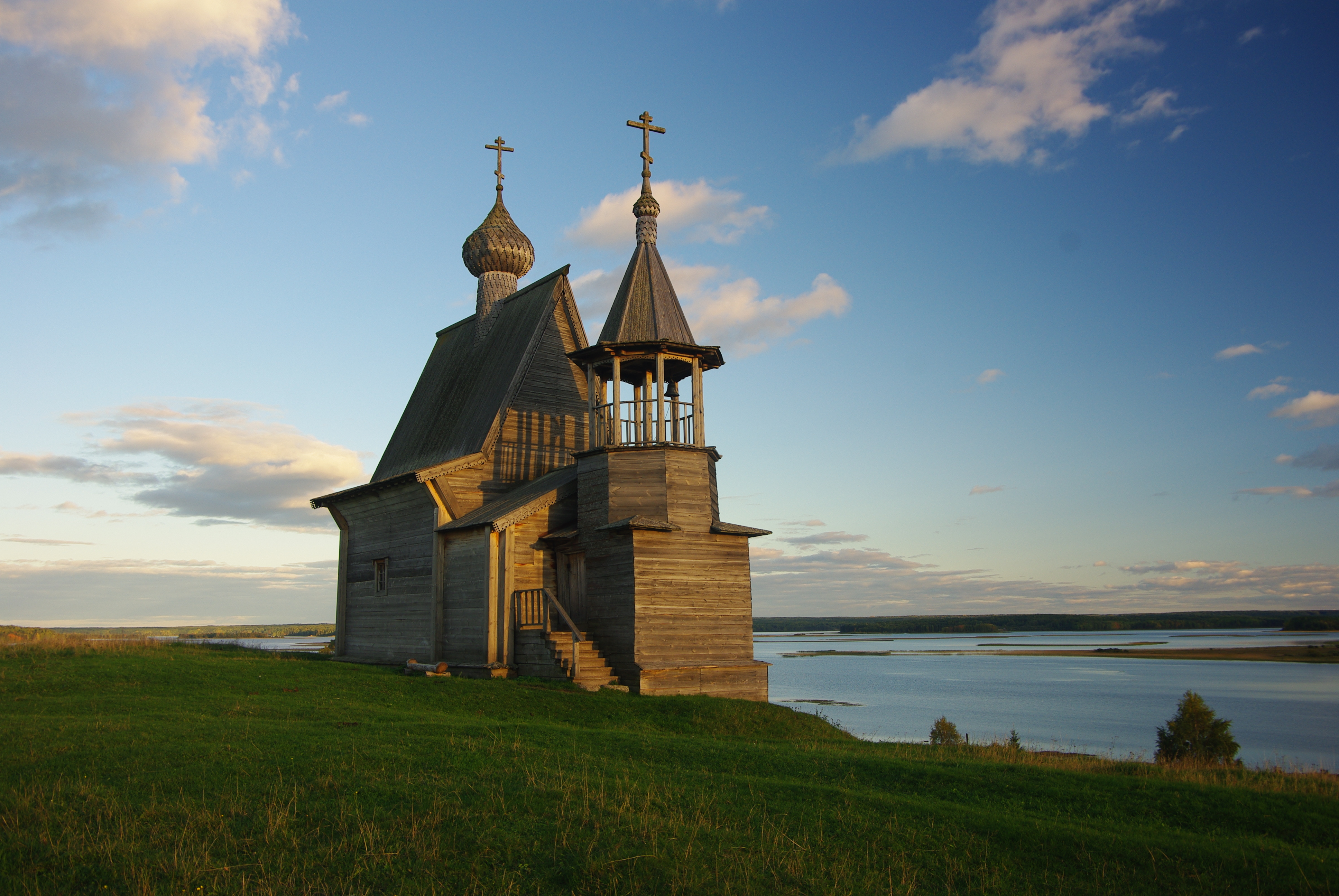
Chapelle Saint-Nicolas de Verchinino, symbole architectural de la région.

L'histoire du Kenozerié est l'histoire de la région de Kenozerié, région ethnoculturelle située dans Nord russe, dans le sud-ouest de l'oblast d'Arkhangelsk. La région comprend le lac du Kenozero, auquel elle doit son nom, mais aussi le lac du Liotchomzero et l'ensemble des lacs satellites de ces deux étendues d'eau. Peuplé à l'origine par des proto-sames, ce sont les Pomors, des Russes, qui viennent s'installer dans la région au cours du Moyen-Âge. Ils développent un mode de vie traditionnel encore largement préservé grâce à l'isolement de ces terres par rapport aux voies de communications. Aujourd'hui, la région fait entièrement partie du parc national de Kenozero, créé en 1991 pour protéger le patrimoine naturel et culturel.

## Préhistoire et antiquité

### Arrivée des premiers humains et sites de peuplement

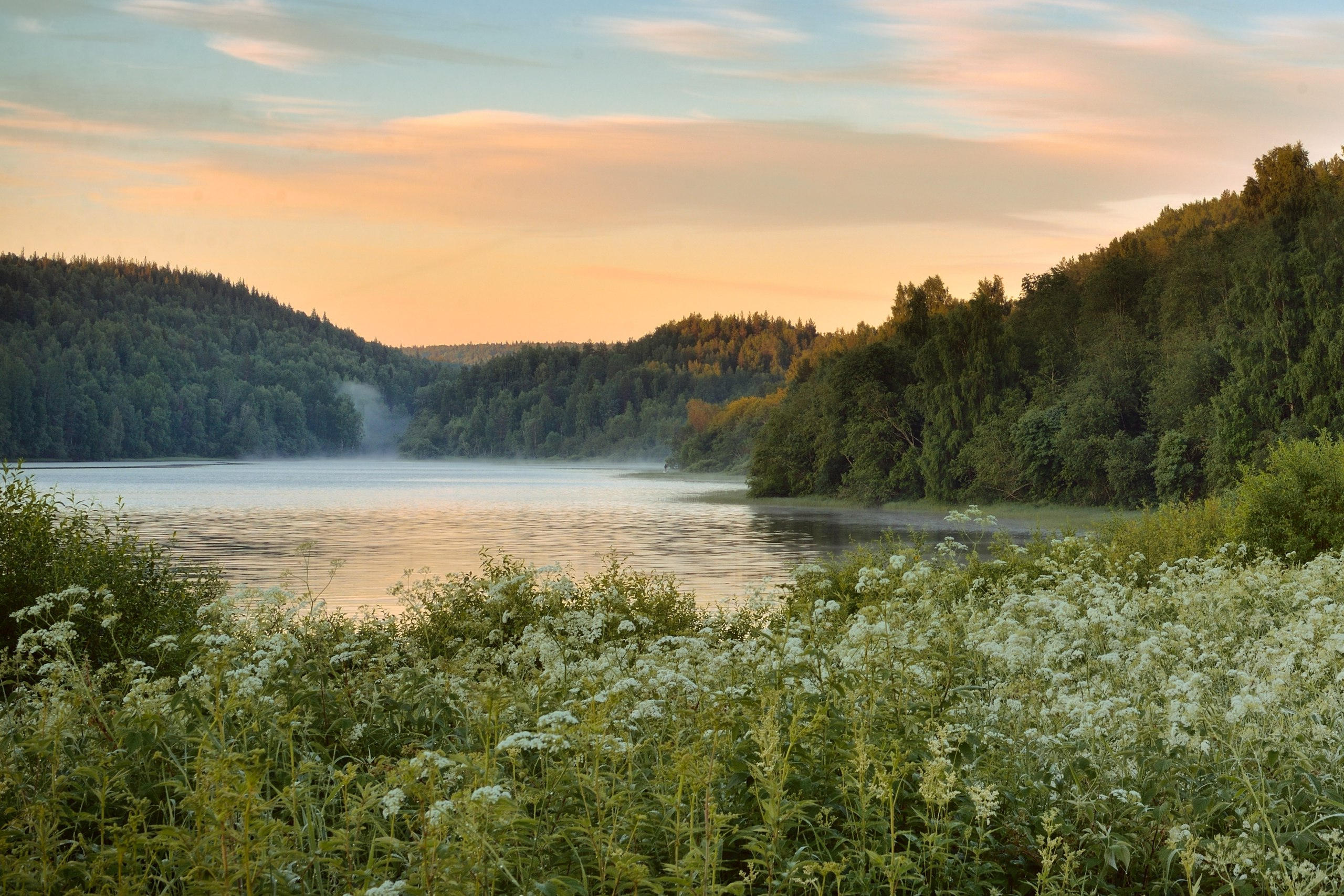
Une petite crique du Kenozero à Vidiaguino.

Les premiers humains dans la région du Kenozero arrivent probablement juste après le retrait des glaciers de la dernière glaciation, retrait effectif entre le Xe et le Ve millénaire av. J.-C.. À ce moment-là, la végétation forestière prédominait les alentours des lacs et îles qui venaient d'être formés avec le retrait des glaciers. Les caractéristiques naturelles, comme certaines collines et îles lacustres ont déterminé les endroits de développement par les tribus de l'époque néolithique, entre le IIIe et le milieu du Ier millénaire av. J.-C.. De cette époque a été identifié récemment et partiellement étudié six anciens sites de peuplement : le site de Porovnikovo sur la rive droite de la rivière Kena ; le site de l'île Porom à l'embouchure de la Porma dans le Kenozero ; le site de Trikhnova Gora à côté du village éponyme ; le site de Verchinino au village éponyme, le site du ruisseau de Filippovskaïa et un site au bord du lac Svinoïe. 
Outre ces sites, d'autres ont été trouvés entre la fin du XIXe siècle et les années 1950, où des outils en pierre ont été trouvés : près du village de Karpovskaïa, près du village de Glouchtchevskaïa, et dans les parties nord de l'île Medjvejy sur le Kenozero. Les objets, outils et céramiques, remontent dans ces sites de la première moitié du IIe millénaire av. J.-C. à la fin la première moitié du Ier millénaire av. J.-C.. Par ailleurs, des sites ont été identifiés en 1982 par une expédition : avec deux près du village de Kossitsino, dont un remontant à la fin du IIIe millénaire av. J.-C. ; mais aussi des sites près du village de Tarassovo et sur les îles Mamonov et Medjvejy. Ces tribus faisaient partie de la culture archéologique de Kargopol, culture rattachée à la culture de la céramique en peigne.

### Culture de Kargopol
D'après les recherches archéologiques, la culture Lialovo (des proto-sames) venant du bassin Volga-Oka a été la première à pénétrer les terres du Nord russe vers le IIIe millénaire av. J.-C., mais vers la fin du IIIe ou début du IIe millénaire av. J.-C., les tribus du bassin Volga-Oka ont été poussé vers le nord par des tribus pastorales venues de la région du Dniepr. En bougeant, les tribus du bassin Volga-Oka se sont établis vers les lacs du Nord russe, où ils ont formé la culture de Kargopol entre autres vers le IIe millénaire av. J.-C. et Ier millénaire av. J.-C.. La culture de Kargopol s'est établie dans un premier temps sur une zone allant du lac Voje à celui de Latcha, avant de progresser vers le nord, où ils ont atteint le Kenozero. Ainsi s'installèrent des chasseurs et pêcheurs qui fondèrent les premiers sites. Certains sites furent choisis car possédant un repère ou car étant propices au peuplement, particulièrement la côte sud du Kenozero (villages modernes de Gorbatchikhi, Tyrychkino et Semenovo). Les tribus de la culture de Kargopol dépendaient de la chasse, de la pêche, et des nombreuses rivières afin de se déplacer, ce qui explique pourquoi les sites étaient tous installés sur une rive. Au début du IIe millénaire av. J.-C., la culture de Kargopol a commencé à utiliser des habitations de longue durée avec des fondations. 

### L'arrivée des finno-ougriens
Aux VIe – VIIIe siècles, les proto-sames qui habitent ces terres ont été déplacées par des tribus finno-ougriennes. Ces finno-ougriens nouvellement arrivés n'ont pas construit de grands villages, se livraient à lac chasse et la pêche dans les lacs. Ils laissèrent cependant une considérable marque toponymique sur le territoire. 

## Les Russes au Moyen Âge

### La colonisation

#### Les origines des Pomors et l'isolement de la région
La situation change à partir des XIe – XIIIe siècles, les tribus jusque-là présentes étant désormais sous l'influence de l'influence slave de plus en plus croissante. Le Kenozerié voit l'arrivée de Russes qui deviennent les Pomors. Les Pomors, venus de Novgorod et de sa république puissante, passent par les rivières et lacs pour atteindre le nord et la mer Blanche. Les Novgorodiens sont confrontés lorsqu'ils émigrent à quelques immigrants venus de Rostov et de la Rus' de Souzdal. Les peuples finno-ougriens sont désormais confrontés aux Russes, et sur le territoire de Kenozerié, ils adoptent la langue russe, la culture et les modes de vie, y compris la religion orthodoxe, entre le XIe et le XIIe siècles. Les récalcitrants, rares, se retirèrent à l'intérieur des terres.
En 1478, la république de Novgorod est annexée par la Moscovie. L'influence des villes de Kargopol et d'Onega a augmenté. Puis au XVIe siècle, la route vers Arkhangelsk et la mer Blanchge se développe en utilisant la Dvina, ce qui fait que la région du Kenozerié est laissé isolée, contournée, rendant ainsi le territoire économiquement livré à lui-même.

#### Les chemins d'arrivée
Le XIVe siècle fut l'époque du développement actif par les Pomors colonisateurs de la région du Nord Russie, y compris de le Kenozerié. C'est à cette époque que se développent les chemins et sentiers à travers les forêts, dont le Kensky drag, chemin menant du lac Vodlozero au Kenozero. Ce chemin-ci est décrit pour la première fois dans un livre de scribe au XVe siècle, mais il apparaît bien avant cette mention. De plus, dès le XIVe siècle ou XVe siècle apparaît la « nouvelle route », qui emprunte la rivière Vytegra vers le lac Latcha, le Kenozerié et plus loin. La plupart des russes empruntant ces routes venaient de Belozersk, ou du moins prenait cette ville comme étape vers le nord. Durant ces siècles, les Russes pratiquent la pêche, qu'ils vont ensuite revendre dans les villes au sud comme Belozersk. Mais ces interactions régulières entre sud et nord permettent à l'épidémie de peste de la fin du XVe siècle d'atteindre le Kenozerié.

### Le développement d'un mode de vie à part

#### L'établissement des premiers villages
Pour les Novgordiens débarquant dans la région depuis l'est (le Voldozero), la première partie du bassin qu'ils atteignaient était le lac Dolgoïe, la baie de Tambitch-Lakhta du Kenozero et la rivière Tambits. Il est probable que les îles sur le lac et la baie aient été sélectionnés pour être des camps temporaires, mais pas permanents. Lorsqu'ils souhaitaient s'établir de manière permanente, ils choisissaient une côte sablonneuse, de préférence à l'endroit où une colline se jette dans un lac, comme au mont Petouchna, où existe aujourd'hui le village de Semenovo. La différence de hauteur permettait d'avoir une grande visibilité sur le lac. Ils choisissaient des endroits où des ruisseaux passaient, afin de pouvoir mettre des moulins à eau. Certains moulins existent toujours, comme à Zerkhnova. D'autres conditions étaient d'être protégé des vents et de se situer à un carrefour des voies navigables. Ainsi apparurent les premiers villages : Semenvo, Gorbatchikha, Spitsyno et Zekhnovo. L'exemple le plus frappant pour être au carrefour des voies navigables est sans doute Verchinino et les villages alentour (Chichkino, Karpovo, Gory, Pogost), situés sur une péninsule s'avançant en plein centre du lac Kenozero.  Les villages ou groupes de villages du Kenozerié sont pour la plupart le résultat d'une colonisation paysanne de Pomors mais aussi de l'installation d'une communauté religieuse (église ou monastère) en un même lieu. Le village de Pogost, juste à côté de Verchinino, héberge des lieux de culte et maisons de clergé, tandis que Verchinino était pour les paysans.  
À partir de l'est du Kenozero, les Pomors et leurs flux de colonisation se dirigèrent vers le nord (villages de Potcha et de Potchozero) mais aussi et surtout vers le sud. En traversant les lacs Bolchoïe et Maloïe Porjenskié, puis en empruntant les rivières Porjenka et Tchajengou, ils atteignirent le Liokchmozero, la rivière Liokchma et plus loin, où ils établirent, là aussi, des villages permanents. Ainsi avec ces processus de colonisation, entre le XIVe et le début du XVIe siècle, les rives du Liokchmozero et des lacs satellites sont peuplées.
Lors de l'établissement de ces villages, l'on peut distinguer deux lignes de développement, depuis la baie de Tambitch-Lakhta du Kenozero. La première est passée en direction du sud le long de la côte, et a inclus le développement des îles du Kenozero. Une fois la pointe sud du Kenozero atteinte, elle passait à travers la forêt en direction du sud, du Liokchmozero, et plus loin vers Kargopol et le monastère de la Dormition Alexandre Ochevenski (les deux hors de la région du Kenozerié). L'autre ligne commençait à Verchinino en direction de l'est, vers Perchlakhta et en remontant la rivière Kena.

#### L'apparition des communautés monastiques
En même temps que la création des villages apparaît la création de communautés monastiques. La première est le monastère de Kirill Tchelmogorski, fondé en 1316 à l'embouchure de la rivière Tchelma dans le Liokchomozero par le moine Kirill Tchelmogorski. Il fonde le monastère pour avoir avec ses compagnons un endroit désert, isolé et loin des routes très fréquentées. D'après les chroniques postérieures à la fondation, Kirill et le monastère était dans une région de villages russes, sans aucun païen. Après sa mort en 1367, ce fut Arsène qui devint le moine principal du monastère, et sous lui, l'église de l'Assomption fut créée, avec un réfectoire. Puis en 1429, l'église de l'Épiphanie avec la chapelle Sainte-Catherine furent construites. À cette époque, le monastère obtient son nom actuel, et a désormais quatre-vingts personnes qui résident dans le monastère,.
Dans la partie nord de la région, le monastère de la Kena (d'après la rivière éponyme) fut fondé en 1508 par le moine Pacôme de la Kena, moine probablement d'origine novgorodienne. Le monastère ne connut pas d'évènement et était subventionné par le tsarat de Russie. En 1697, le monastère, aussi appelé l'Ermitage de Pacôme de la Kena, avait deux églises, des maisons et une ferme. Proche du monastère se développa le village de Perchlakhty. Le troisième centre monastique du Kenozerié se trouve en dehors de la région, c'est le monastère de la Dormition Alexandre Ochevenski, mais il eut une influence sur la région. Fondé par Alexandre Ochevenski, ce dernier encouragea la colonisation de ces terres du Nord russe. 
Sur le lac Naglimo/Naglimozero, un monastère apparaît, fondé au XVIIIe siècle. C'est un petit monastère, avec une église en bois au nom de la Trinité. Mais le monastère est aboli en 1783, et les bâtiments du monastère sont détruits dans les années 1940. 

#### Les volosts découpant le territitoire
Dans les sources du XVIe au milieu du XVIIe siècle, la région est décrite comme appartenant à plusieurs volosts (« paroisses ») : les volosts Liokchmoretskaïa, Liokshmozerskaïa et Dolgozerskaïa pour la zone du Liokchmozero (qui fusionnent les trois par la suite), et les volosts Kenozerskaïa (du Kenozero) et Kenorestkaïa au nord. La vie économique du sud du Kenozerié (la zone du  Liokchmozero) est apparente dans un livre de paiment de l'ouïezd de Kargopol compilé vers 1650 à partir de livre de lettres. Dans le livre, les villages sont décrits comme petits, avec entre 5 et 8 cours par village. Les villageois et leurs terres étaient rattachés aux monastères et églises les plus proches, division qui resta jusqu'au début du XXe siècle. 

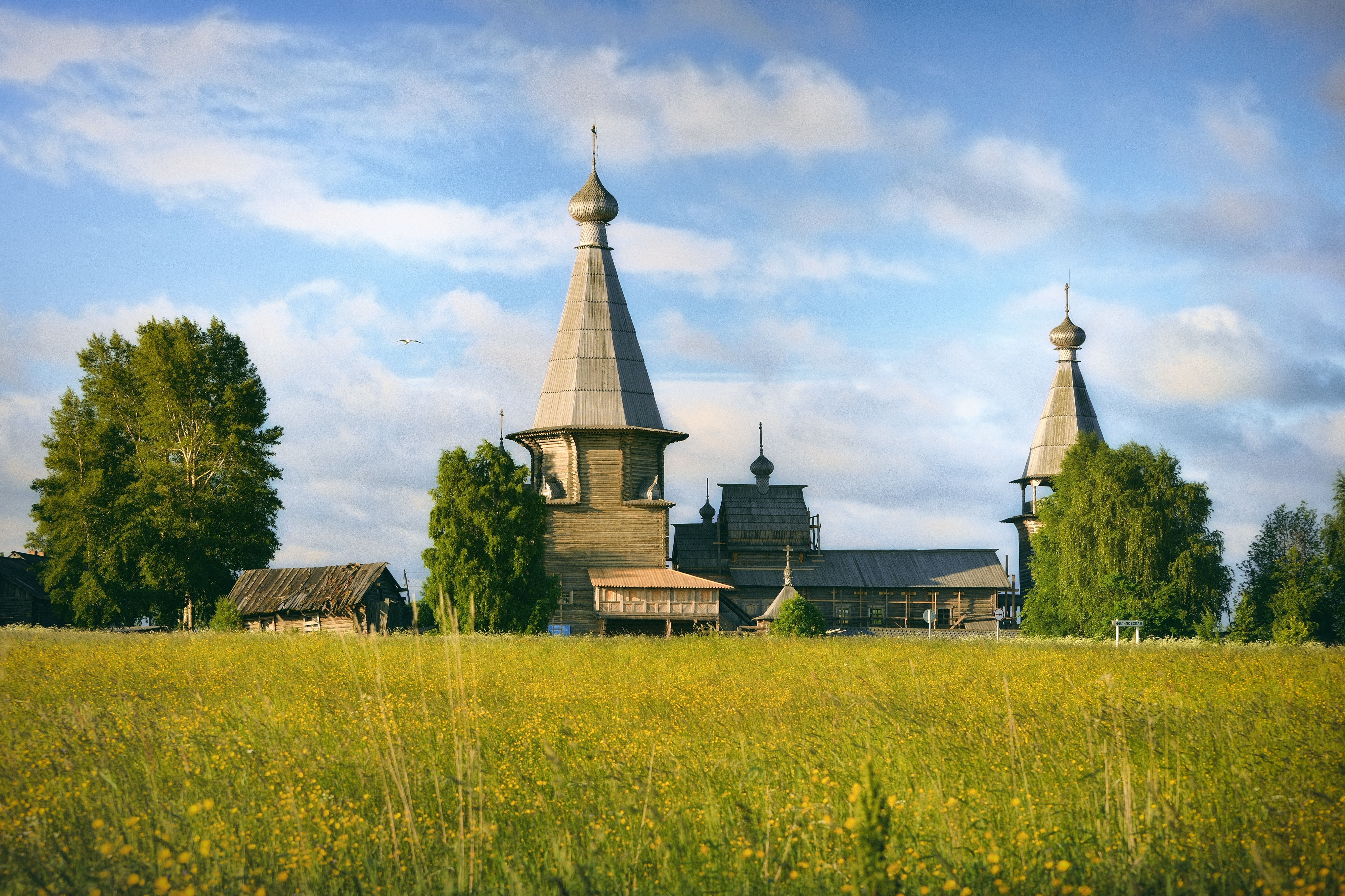
Le pogost du Potchozero (édifice actuel de 1783).

Au milieu du XVIIe siècle, un nouveau volost apparaît dans le nord du lac Kenozero, le volost de Potcheozero, qui est décrit comme se développant de manière dynamique dans les sources d"époques. Parmi les villages de ce nouveau volost de trouve Filippovskaïa et son pogost. À ce moment-là, les sources décrivent bien mieux les volosts alors présents. Le volost Kenozerskaïa est décrit comme étant sur la rivière Kena, avec comme centre le village d'Ivanovskaïa et possédant le monastère de l'Ermitage de Pacôme. Le volost du Kenozero a lui son centre à l'église de Pierre et Paul (aujourd'hui Assomption) de Verchinino, et le volost de Potcheozero est au bord du lac Potchozero, avec son centre à Filippovskaïa. Au sud, le volost de Liokchmozero continue d'exister autour du lac éponyme. Ces quatre volosts ne changèrent pas jusqu'au début du XXe siècle. 

#### Les villages et les modes de vie
Au centre de chaque village, qui coïncidait souvent avec la cour, se trouvaient les cabanes d'habitations (isbas). Ces isbas ont typiques du Nord russe, et ont des sous-sols pour entreposer. À proximité des isbas se trouvaient une grange, un grenier et souvent une étable. Les terres agricoles étaient réparties par tirage au sort entre les ménages du village. Certains champs qui étaient proches des cours d'eau étaient laissés à l'abandon afin de laisser le bétail paître. Au XVIe siècle, les terres agricoles ont été faites avec la coupe à blanc, ce qui explique pourquoi dans les documents d'époque les termes de « forêt arable » étaient mentionnés. Les champs étaient petits, et parfois loin dans les forêts, comme des clairières. La pêche était une activité centrale. Mais seuls certains habitants de chaque village pouvaient pêcher en s'acquittant d'une taxe plus ou moins importante. Les poissons étaient capturés puis séchés soit sur le rivage soit dans des caves souterraines. Les Pomors pratiquaient aussi la chasse.
Au milieu du XVIe siècle, la région a certainement connu une migration de la population depuis la zone du Liokchmozero vers le Kenozero, bien que les sources ne soient pas détaillées sur le sujet. Certains territoires du Liokchmozero sont décrits comme des zones avec plus de villages vides ou à moitié vides. Mais cela ne veut pas dire que la zone du Liokchmozero a été vidée, et il se peut que les habitants vivaient près des communautés monastiques, et donc non classifiés comme des villages.

## Sous l'Empire russe

### Les pouvoirs locaux
Au début du XVIIIe siècle, les monastères de la Kena et de Tchermogorski sont affectés au monastère de la Transfiguration du Sauveur de Kargopol. Ainsi, les villages de la région deviennent liées à Kargopol. En 1764, les terres des monastères sont sécularisées, et appartiennent désormais à l'État, y compris les villages du Kenozerié. Avec la sécularisation, de nouveaux villages apparaissent sur le site des monastères et de leurs alentours. À la fin du XVIIIe siècle, les pouvoirs administratifs locaux sont implantés en Russie. Les volosts obtiennent une gouvernance propre, et les pogosts deviennent de véritables villages. Le village de Verchinino devient à ce moment-là la plus importante localité du Kenozerié.

### Les activités économiques
À cette époque, la foresterie est l'activité économique qui apporte le plus de revenus pour la population rurale de la région. Les arbres récoltées étaient ensuite transportés par voie fluviale vers l'Onega ou le Voldozero. Pour franchir la limite de bassins, le portage était effectué. Entre le XVIIIe siècle et le début du XXe siècle, la population est toujours agricole, bien qu'elle est influencée progressivement par les grandes villes du Nord-Ouest (Poudoj, Olonets, Kargopol, Saint-Pétersbourg). Mais grâce à l'isolement de la région, la culture et l'artisanat local restent en plein essor.

### Des villages qui se métamorphosent
À la fin du XVIIIe siècle et au XIXe siècle, chaque village se dote de sa propre chapelle ou église, alors qu'avant c'était un privilège réservée à certaines localité. On peut citer la chapelle Saint-Jean-l'Évangéliste de Zekhnova ou l'église Saint-Georges de Spitsyno. En parallèle, les granges, qui étaient avant à l'extérieur des villages, sont absorbées par les villages qui grandissent peu à peu. Les villages deviennent de plus en plus des groupes de village (comme Masselga et Goujevo, Gorbatchikha et Tyrchkino). Des chemins sont tracés, et des ponts flottants en bois sont installés sur certaines rivières pour faciliter les déplacements.
Un exode commence à avoir lieu des communautés les moins peuplés vers les communautés les plus peuplées (Semenov, Tyrychkino, Tarassova, Gorbatchikha et Verchinino). Les villages insulaires sont ceux qui subissent le plus la dépopulation, comme celui de l'île Porom. Les champs qui avaient été faits par la coupe à blanc au moment de la colonisation sont à nouveau conquis par la végétation dans les villages dépeuplés. Au contraire dans les grands villages, les champs sont étendus et les marécages asséchés.

## Depuis 1991
En 1991, le parc national de Kenozero est créé en 1991 pour protéger le patrimoine naturel et culturel de la région.